# Giuseppe Tomasi di Lampedusa

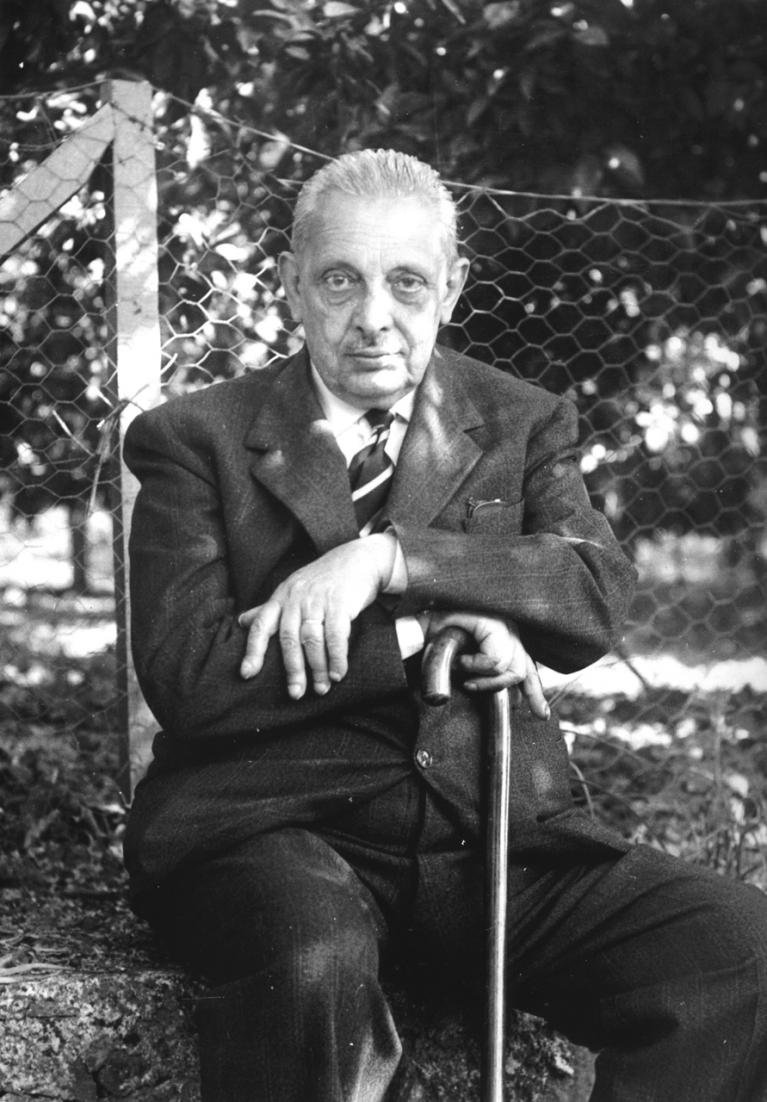
Giuseppe Tomasi di Lampedusa

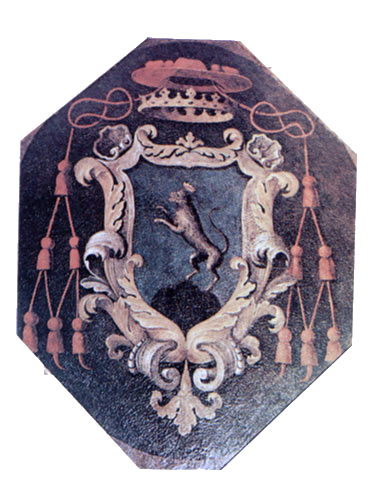
Familienwappen der Fürsten Tomasi di Lampedusa

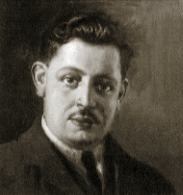
Fürst Giuseppe Tomasi di Lampedusa im Jahr 1936

Giuseppe Tomasi di Lampedusa (* 23. Dezember 1896 in Palermo; † 23. Juli 1957 in Rom) war ein italienischer Schriftsteller und Literaturwissenschaftler, der vor allem durch seinen Roman Der Leopard bekannt geworden ist.

## Leben
Don Giuseppe Maria Fabrizio Salvatore Stefano Vittorio Tomasi, Principe di Lampedusa, Duca di Palma, Barone di Montechiaro, Barone di Torretta wurde am 23. Dezember 1896 in der sizilianischen Stadt Palermo geboren. Sein Vater war der Herzog Giulio Maria Tomasi di Lampedusa, seine Mutter Beatrice eine geborene Mastrogiovanni Tasca Filangeri di Cutò, ebenfalls aus einem sizilianischen Fürstenhaus. Die Familie Tomasi di Lampedusa war um 1580 nach Sizilien gelangt und hatte dort durch Einheirat großen Grundbesitz erworben; sie gehörte zu den einflussreichsten Familien der sizilianischen Aristokratie. Zu Lebzeiten des Dichters musste sie viele ihrer Güter verkaufen.
Giuseppe Tomasis zwei Jahre ältere Schwester starb zwei Wochen nach seiner Geburt an Diphtherie. Er verbrachte seine Kindheit in Palermo, wo die Familie den Palazzo Tomasi di Lampedusa bewohnte, und die Sommermonate auf dem Landschloss Santa Margherita Bélice, in dem die Großmutter mütterlicherseits lebte. Daneben besaß seine Familie noch eine Villa in Bagheria, einen Palazzo in Torretta, ein Landhaus in Reitano sowie den Palast und das alte Kastell in Palma di Montechiaro.
1914 machte er am Liceo Garibaldi in Palermo seinen Abschluss. 1915 schrieb er sich an der juristischen Fakultät der Universität Rom ein, wurde aber noch im gleichen Jahr zur Armee eingezogen. Giuseppe Tomasi diente im Ersten Weltkrieg auf dem Balkan als Korporal der Artillerie. 1917 wurde er Kriegsgefangener in Ungarn. Nach einem ersten gescheiterten Versuch gelang ihm 1918 die Flucht und über Triest die Rückkehr nach Italien. In den folgenden Jahren ging er zuerst wieder nach Rom, danach immatrikulierte er sich an der Universität Genua, ohne aber einen Abschluss zu machen. Er unternahm zahlreiche Auslandsreisen.
Sein Onkel Pietro Tomasi della Torretta war italienischer Botschafter in London. Er hatte nach dem Tod ihres ersten Mannes, Baron Boris von Wolff-Stomersee, Alice Barbi geheiratet, eine k.u.k. Kammersängerin aus Modena. Anlässlich eines Besuches in London 1925 lernte Giuseppe deren Tochter aus erster Ehe, die deutsch-baltische Psychoanalytikerin Alexandra von Wolff-Stomersee, genannt Licy, kennen. 1927 und noch einmal 1931 besuchte Giuseppe Alexandra auf ihrem Schloss Stomersee (lett.: Stāmerienas muižas pils) in Lettland (ursprünglich Livland). Am 24. August 1932 heirateten sie in Riga. Danach wohnten sie anfangs getrennt (sie in Stomersee, er zusammen mit seiner Mutter im Palazzo Lampedusa in Palermo), bevor sie nach dem Krieg und der Zerstörung des Anwesens der Lampedusa zusammen in ein kleineres Haus im Hafenquartier La Kalsa zogen. Licy trat nach ihrem Wegzug aus dem Baltikum in Rom in Kontakt mit den Begründern der Psychoanalytischen Gesellschaft Italiens (S.P.I.), vor allem mit Edoardo Weiss, und kann als eine der ersten Frauen in der Geschichte der Psychoanalyse Italiens betrachtet werden. Nach dem Krieg war sie einige Zeit Vorsitzende der S.P.I. Sie starb 1982 in Palermo, fünfundzwanzig Jahre nach ihrem Mann.
1934 wurde Giuseppe Tomasi mit dem Tod seines Vaters zum Fürsten von Lampedusa, Herzog von Palma usw. Im Zweiten Weltkrieg wurde der Palazzo Tomasi di Lampedusa in Palermo von der US Air Force zerbombt; Tomasi zog in den kleineren Palazzo Lampedusa alla Marina (heute Lanza Tomasi). 1956 adoptierte er einen entfernten Verwandten, den angehenden Musikologen und späteren Intendanten der Oper San Carlo in Neapel, Gioacchino Lanza (* 1934), der sein Erbe wurde. Giuseppe Tomasi di Lampedusa starb 1957 in Rom. Die Begräbnisfeier fand in der Basilica del Sacro Cuore di Gesù in Rom statt. Sein Grab befand sich bis März 2024 auf dem Cimitero dei Cappuccini in Palermo und befindet sich seitdem in der dortigen Kirche San Domenico.

## Werk

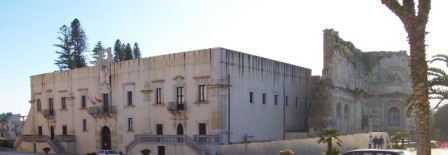
Palazzo Filangeri-Cutò in Santa Margherita di Belice, Sommerpalast von Tomasis mütterlichem Onkel Alessandro Mastrogiovanni-Tasca-Filangeri, Fürst von Cutò, Vorbild für Donnafugata im Roman Il Gattopardo (1968 durch Erdbeben schwer beschädigt)

Giuseppe Tomasi veröffentlichte seine ersten literaturkritischen Texte 1926 und 1927.
Ab Herbst 1954 schrieb er innerhalb weniger Monate seinen einzigen Roman Il Gattopardo, für den er aber keinen Verleger fand. Nach seinem Tod 1957 erkannte der Schriftsteller Giorgio Bassani die Bedeutung des Romans und veröffentlichte ihn im November 1958 als Band 4 der damals von ihm herausgegebenen Reihe I Contemporanei im Verlag Feltrinelli. Die Veröffentlichung erregte großes Aufsehen, und der Roman wurde ein Welterfolg. 1959 erhielt Tomasi di Lampedusa posthum den angesehenen italienischen Literaturpreis Premio Strega.
Auch die anderen literaturkritischen Schriften, die eigentlich zur privaten Unterrichtung des jungen Freundes und späteren Literaturtheoretikers Francesco Orlando gedacht waren, wurden in Italien im Verlag Feltrinelli veröffentlicht. Der Erzählband Die Sirene (La Sirena) enthält neben der gleichnamigen Erzählung noch die Kurzerzählungen Aufstieg eines Pächters, Freude und moralisches Gesetz sowie schließlich die autobiographischen Aufzeichnungen Die Stätten meiner frühen Kindheit.
Der Film Der Leopard von Luchino Visconti nach dem Buch von Tomasi di Lampedusa wurde 1963 bei den Filmfestspielen von Cannes mit der Goldenen Palme ausgezeichnet. Legendär ist der Film auch wegen seiner Besetzung: Burt Lancaster spielte den Fürsten Salina, Claudia Cardinale die schöne Angelica und Alain Delon den Neffen des Fürsten, Tancredi.

## Schriften
- Il Gattopardo. Feltrinelli, Milano 1958.[5]
  - Der Leopard. Übersetzt von Charlotte Birnbaum. Piper, München 1959.
  - Der Gattopardo. Roman. Übersetzt von Giò Waeckerlin Induni. Piper, München 2004, ISBN 978-3-492-24889-1.[6]
  - Der Leopard. Roman. Deutsch von Burkhart Kroeber. Piper, München 2019, ISBN 978-3-492-05984-8.
- I Racconti. Feltrinelli, Milano 1961.
  - Die Sirene. Erzählungen. Übersetzt von Moshe Kahn. Piper, München 1961.
- Lezioni su Stendhal. Feltrinelli, Milano 1971.
  - Stendhal. Reflexionen eines Bewunderers. Übersetzt von Helene Harth. Piper, München 1990.
- La Letteratura inglese. Feltrinelli, Milano 1990.
  - „Ich sucht’ ein Glück, das es nicht gibt ...“. Byron – Shelley – Keats. Übersetzt von Sigrid Vagt. Wagenbach, Berlin 1993.
  - Shakespeare. Übersetzt von Maja Pflug. Wagenbach, Berlin 1994.
  - Morgenröte der englischen Moderne. H. James – J. Conrad – G.B. Shaw – J. Joyce – V. Woolf – D.H. Lawrence. Übersetzt von Friederike Hausmann. Wagenbach, Berlin 1995.

## Porträt
- Einseitige Bronzemedaille. Medailleur: Giuseppe Fortunato Pirrone (1898–1978)